# Radèkhiv
Radèkhiv (ucraïnès: Раде́хів; polonès: Radziechów) és una ciutat d'Ucraïna, pertanyent al raion de Txervonohrad a l'óblast de Lviv.
El 2017, la ciutat tenia 9.735 habitants. Des del 2018 és seu d'un municipi que té una població total de més de trenta mil habitants i que inclou 41 pobles com a pedanies.
Se situa a mig camí entre Lviv i Lutsk sobre la carretera H17, uns 25 km a l'est de la capital districtual Txervonohrad.

## Història
Es coneix l'existència de Radèkhiv en documents des del 1472, quan s'esmenta que era un dels pobles del ducat de Belz, que acabava de ser incorporat al regne de Polònia com el voivodat de Bełz. El poble original va ser destruït pels tàrtars el 1578. En el segle xviii, els propietaris d'aquestes terres van construir aquí un gran palau per a controlar els latifundis, que va donar lloc a la fundació de l'actual ciutat, que el 1752 va adoptar el Dret de Magdeburg. En la partició del 1772 va passar a formar part de l'Imperi Habsburg, dins del qual es va desenvolupar notablement en la segona meitat del segle xix per les inversions de la família noble Badeni, que el 1910 va arribar a finançar una línia de ferrocarril que passés per la ciutat, unint Lviv amb Stoiàniv.
El 1923 es va incorporar a la Segona República Polonesa, que va incloure la ciutat en el voivodat de Tarnopol. Després de la Segona Guerra Mundial, el 1945 va passar a formar part de l'RSS d'Ucraïna, en la qual va ser capital del raion de Radèkhiv, que va continuar existint fins a la reforma territorial de 2020.